# Beffroi de Béthune
Le beffroi de Béthune est situé dans la ville de Béthune, dans la région des Hauts-de-France, en France.
Le monument est classé monument historique en 1862. Il fait partie des 23 beffrois classés au patrimoine mondial de l'UNESCO en 2005, intégrant la liste des beffrois de Belgique et de France.
Symbole de la ville de Béthune, il trône au centre de la Grand-Place depuis 1388, date de sa construction.

## Histoire

### Le beffroi au Moyen-Âge.
Le premier beffroi de Béthune est bâti en 1346. Construit en bois, il est détruit dans un incendie. En 1388, au cœur de la guerre de Cent ans, le marquis Guillaume Ier de Namur autorise une reconstruction de l'édifice en grès afin d'établir un bâtiment plus robuste. En 1437, un troisième étage est ajouté, un carillon de six cloches en 1546 par les échevins.

#### Le beffroi à l'Époque moderne.
En 1553, Charles Quint, qui a pris la ville, complète le carillon par des cloches de Thérouanne.
La Halle aux draps située autour de l'édifice se voit détruite dans un incendie en 1664. Endommagée, la Halle est totalement détruite, laissant le beffroi seul et isolé au centre de la place.
À partir du XVIIIe siècle et jusqu'aux destructions de la Première guerre mondiale, le beffroi est enserré dans un pâté de maisons.
En 1773, le carillon de 6 cloches est remplacé par 36 nouvelles cloches par Philippe le Corsin, campaniste.

##### Le beffroi lors de la Première Guerre mondiale et sa reconstruction.
En 1914, la Première Guerre mondiale éclate. La ville de Béthune se retrouve au cœur du conflit pendant 4 années et laisse un guetteur dans le monument afin de prévenir tout incendie éventuel de l'édifice. En mai 1918, des bombardements détruisent le campanile et le carillon. Cependant, le monument résiste aux bombardements et à l'incendie qui lui succède grâce aux habitations l'entourant.
Il est décidé de laisser le beffroi seul, au centre de la Grand-Place, malgré la proposition de Louis-Marie Cordonnier, alors chargé de la réhabilitation du centre-ville, d'y joindre l'hôtel de ville. La reconstruction se fait sous l'autorité de Paul Degez et des monuments historiques afin de le reproduire à l'identique. En 1921, la reconstruction commence par la réfection de la toiture et du campanile. En 1923, la réfection des façades débute à son tour. Les pierres dégradées sont remplacées par des pierres en grès de l'ancienne église Saint-Vaast, détruite pendant le conflit mondial.

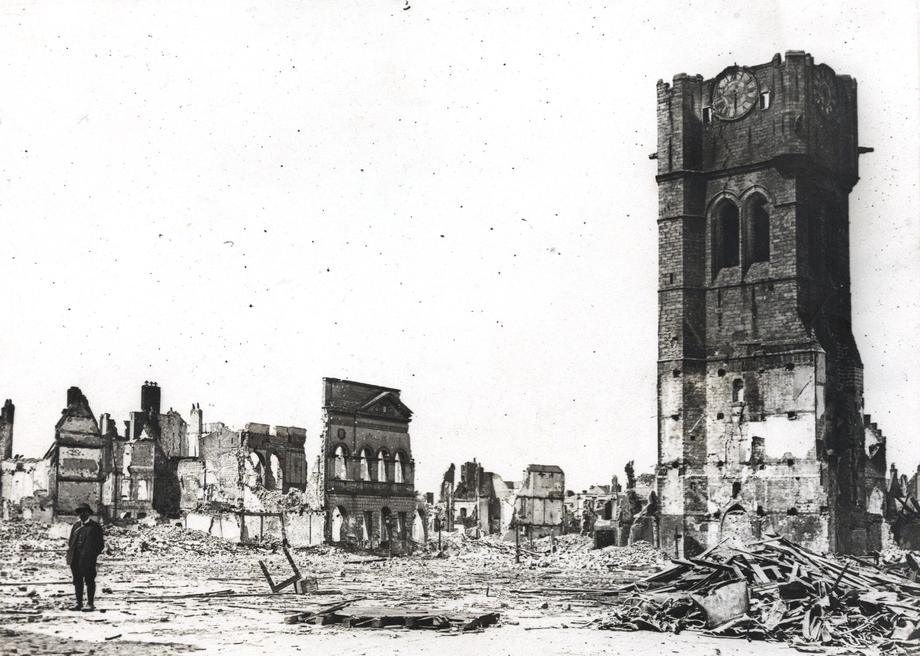
Photographie de la Grand-Place en 1918. Le beffroi partiellement détruit au centre des ruines des bâtiments alentour.

## Composition du beffroi
Il s'agit d'une tour carrée, flanquée de tourelles hexagonales et surmontée d'un couronnement renfermant le carillon.
Le beffroi est composé de 4 étages, accessible par 133 marches :
- Premier étage : La Salle des échevins. Cette salle possède une clé de voûte décorée d’une couronne et servait de lieu de réunion au Moyen Âge. Pourvue d'un balcon en bois placé sur la façade pour annoncer les proclamations orales au peuple en contrebas.

- Deuxième étage : La Salle du guetteur. Cette salle a servi de logis au guetteur.
- Troisième étage : La Salle du carillon. Cette salle aux 35 cloches.
- Quatrième étage : L'accès au chemin de ronde et à la salle de l'horloge.

## Patrimoine Mondial de l'Unesco et Monument Historique
Classé Monument Historique depuis 1862 et au Patrimoine Mondial de l'Unesco depuis le 15 juillet 2005.

Liste des beffrois belges et français inscrits au Patrimoine Mondial de l'Unesco, dont le beffroi de Béthune, depuis 2005.

## Caractéristiques

Logotype régional de 1982 à 1993.

La tour possède une hauteur de 33 mètres et est surmontée d'un campanile de 17 mètres, lui-même surmonté d'un dragon nommé Beffy.
Le beffroi a servi de modèle pour le logotype de l'ancienne région Nord-Pas-de-Calais.